# Zoe Stevenson
Zoe Stevenson, född 19 juni 1991, är en nyzeeländsk roddare. Hon är dotter till Andrew Stevenson, tävlande i rodd vid olympiska sommarspelen 1984.
Stevenson tävlade för Nya Zeeland vid olympiska sommarspelen 2016 i Rio de Janeiro, där hon tillsammans med Eve MacFarlane slutade på 12:e plats i dubbelsculler.